# Ksar

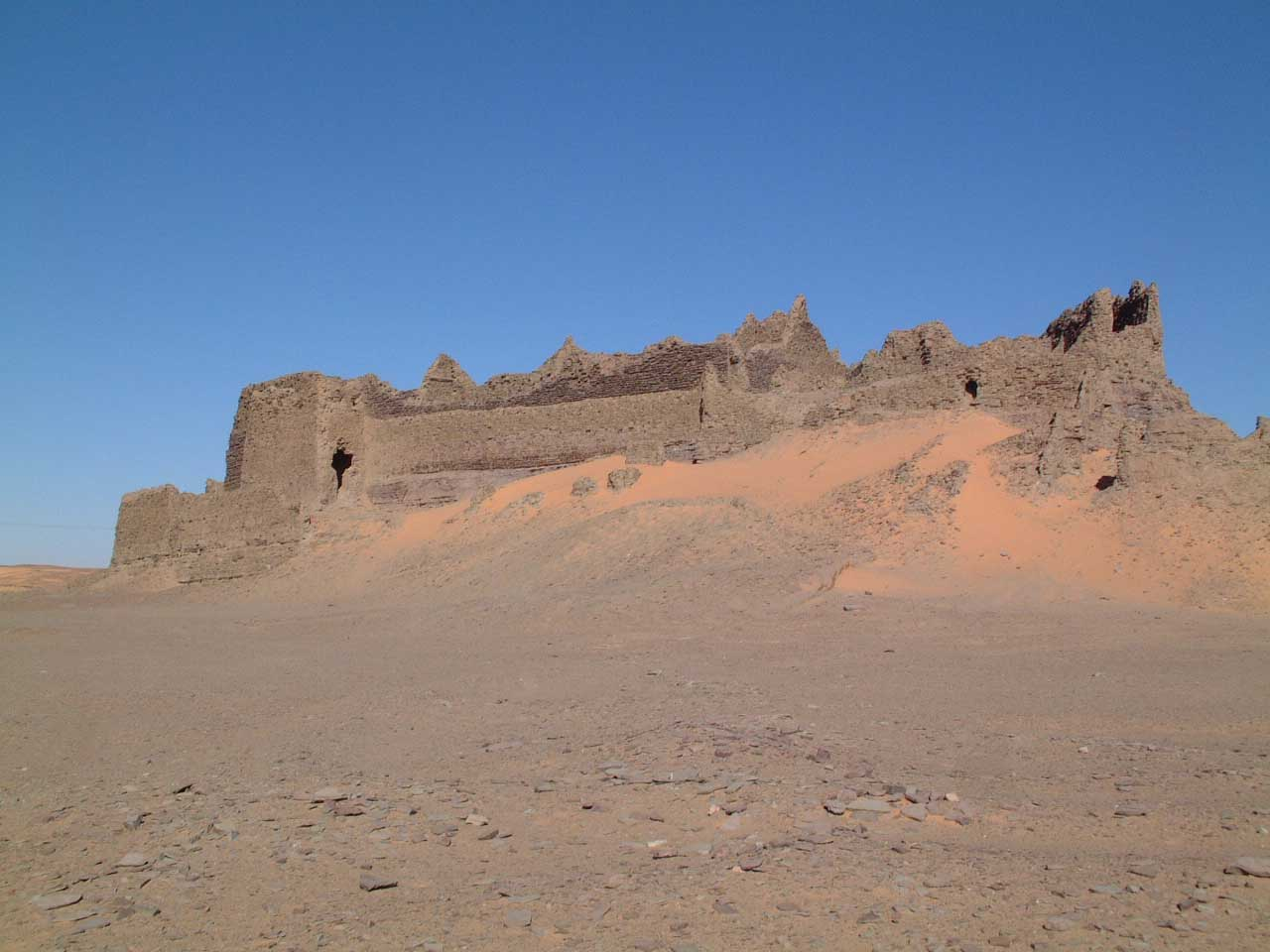
Ruiner från en Ksar i Timimoun, Algeriet

En ksar är ett samhälle som i huvudsak består av sammanbyggda bostadshus vanligen med gemensamma spannmålsmagasin och andra byggnader (moské, bad, ugn, affärer). De ligger i oaserna i Nordafrika. De grundades under 1000- och 1100-talet. Ksarerna fungerade som viktiga stationer för handeln över Saharaöknen men var också centrum för Islamsk lärdom.
Ksarerna ligger ibland uppe på berg vilket gör dem lättare att försvara. De ligger ofta helt innanför en slutningsmur. Byggnadsmaterialet är normalt soltorkat tegel, eller huggen sten och soltorkat tegel. 
Att säga att ksaren är en spannmålsbyggnad är en förvirrande beteckning av två anledningar. Spannmålsbyggnaden själv finns inne i en ksar och ksaren, som är en by, har normalt flera sådana inom sig. 

## Ordet ksar - ursprung och betydelse
Ordet Ksar (eller kanske mer korrekt "qsar") kommer ifrån arabiskan. I pluralis heter det på arabiska "Ksour" (eller "qsur"). Ordet kommer från arabiskan ("Kasar") som betyder slott. Ordet förekommer i namn på platser i Maghreb och är särskilt vanligt förekommande på Saharasidan av Atlasbergen och utmed Drâafloden.